# Navsaklar, Safranbolu
Navsaklar là một xã thuộc huyện Safranbolu, tỉnh Karabük, Thổ Nhĩ Kỳ. Dân số thời điểm năm 2010 là 196 người.